# Thereva dejecta
Thereva dejecta är en tvåvingeart som beskrevs av Walker 1852. Thereva dejecta ingår i släktet Thereva och familjen stilettflugor. Inga underarter finns listade i Catalogue of Life.